# Jim Maguire
James William Hamilton Maguire, detto Jim (Weston, 28 settembre 1939), è un ex cestista canadese.

## Carriera
Con il Canada ha disputato i Giochi di Tokyo 1964 e il Torneo Pre-Olimpico FIBA 1964.